# 623 v.Chr.
Het jaar 623 v.Chr. is een jaartal volgens de christelijke jaartelling. 

## Gebeurtenissen

### Assyrische Rijk
- Koning Sin-shar-ishkun (623 - 612 v.Chr.) bestijgt na drie jaar burgeroorlog tegen onder meer zijn broer Assur-etil-ilani de troon van Assur.
- Sin-shar-ishkun bindt onmiddellijk de strijd aan met het opstandige Babylon, maar het Assyrische Rijk staat op instorten.

### Egypte
- Koning Anlamani (623 - 593 v.Chr.) regeert over het koninkrijk Koesj.

## Geboren
- Boeddha (volgens de Theravada)

## Overleden
- Ashur-etil-ilani, koning van het Assyrische Rijk
- Senkamanisken, koning van Koesj